# McWilliams Arroyo
McWilliams Arroyo est un boxeur portoricain né le 5 décembre 1985 à Ceiba.

## Carrière
Sa carrière amateur est principalement marquée par un titre de champion du monde de boxe amateur à Milan en 2009 dans la catégorie poids mouches obtenu après sa victoire en finale contre le mongole Nyambayaryn Tögstsogt. Passé professionnel en 2010, il s'incline aux points pour le titre mondial IBF des poids mouches face à Amnat Ruenroeng le 10 septembre 2014 puis le 23 avril 2016 face au champion WBC de la catégorie, Román González.

## Palmarès amateur

### Jeux olympiques
- Quart de finaliste aux Jeux olympiques de 2008 à Pékin, Chine.

### Championnats du monde de boxe amateur
- Médaille d'or en -51 kg aux 2009 à Milan, Italie.